# Castelar (Cuneo)
Castelar (piemontès Castlar) és un municipi italià, situat a la regió del Piemont. L'any 2007 tenia 270 habitants. Està situat a la Vall del Po, dins de les Valls Occitanes. Limita amb els municipis de Pagno, Revèl i Saluzzo.

## Administració
| Període | Identitat             | Partit        |
| ------- | --------------------- | ------------- |
| 2004-   | Giuliano Carlo Ruatta | Llista cívica |